# Lac Hazen

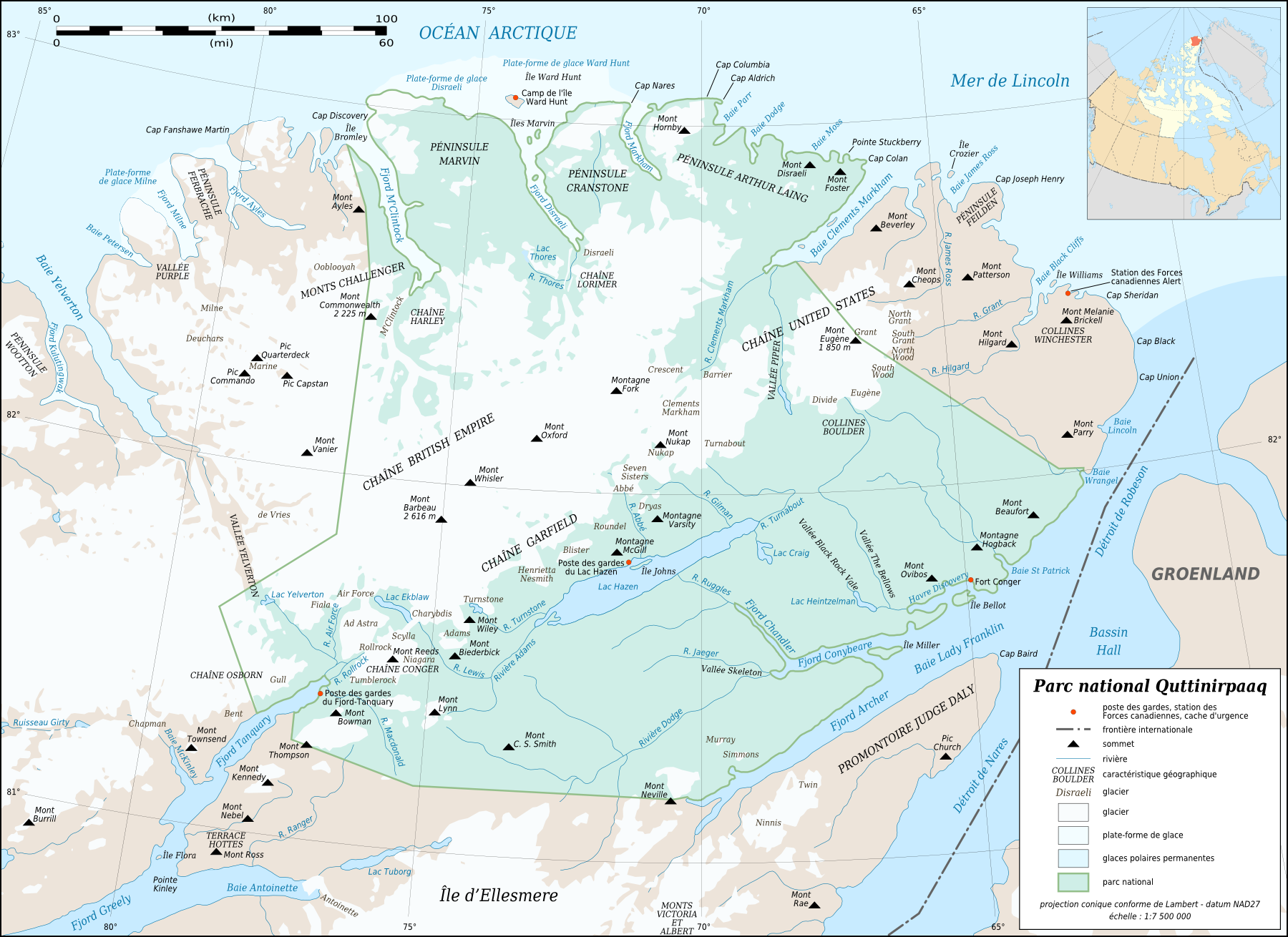

Le lac Hazen est située au nord de l'île d'Ellesmere, au Nunavut. Il est souvent présenté comme étant le lac du Canada le plus au nord. Cependant, plusieurs petits lacs sont jusqu'à 100 km plus au nord. Le lac Turnabout est situé immédiatement au nord-est du lac Hazen. Plus au nord, on trouve les lacs Dumbell, avec le lac Dumbell Supérieur qui est situé à 5,2 km au sud d'Alert[réf. souhaitée], le lieu habité du Canada le plus au nord, sur la mer de Lincoln. Le lac est compris dans le parc national Quttinirpaaq.

## Géographie

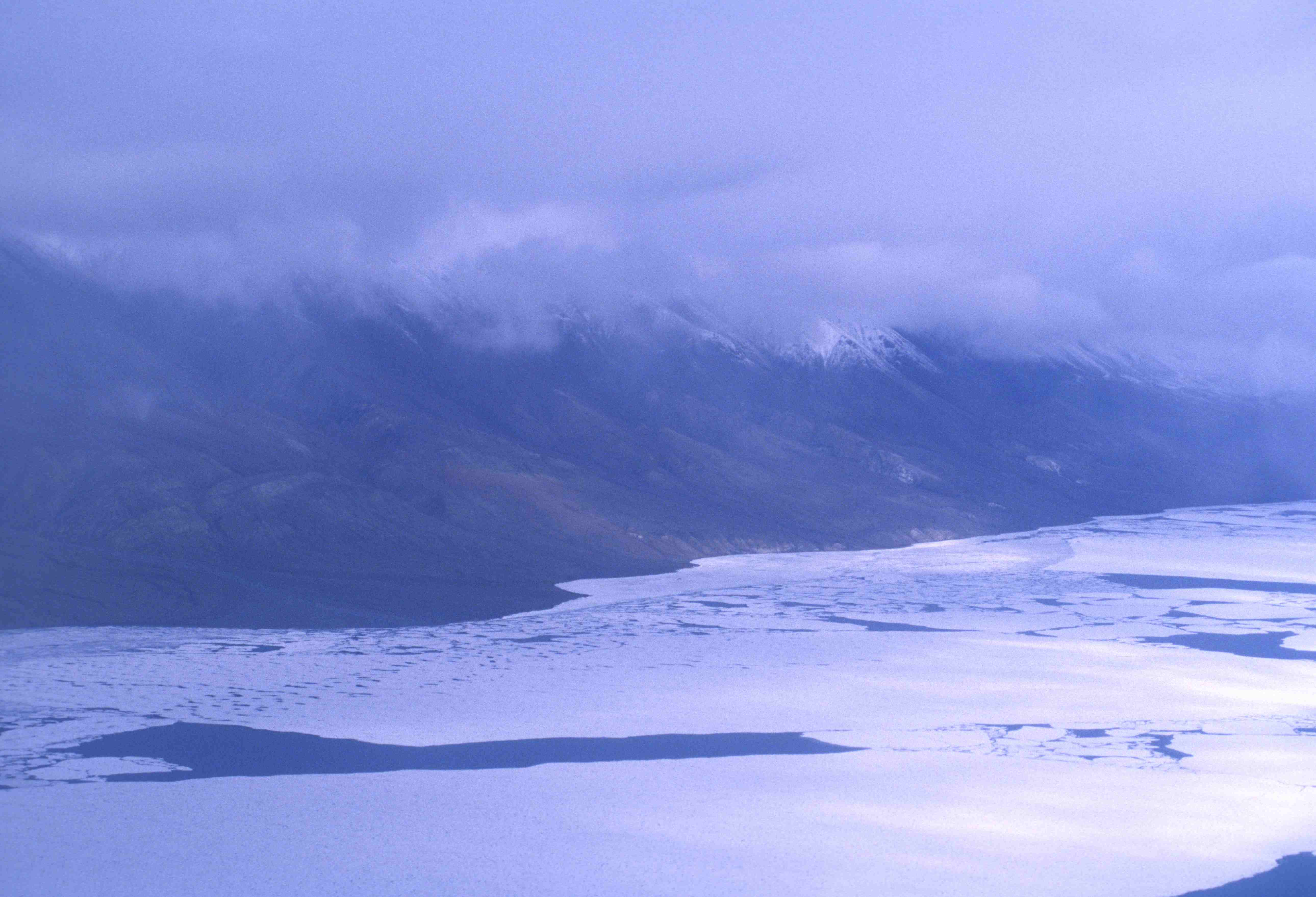
Lac Hazen

L'extrémité nord-est du lac est située à 118 km au sud-ouest d'Alert. Il est le lac ayant le plus grand volume d'eau du cercle Arctique. Il est aussi le 3e lac arctique pour sa superficie après les lacs Taymyr en Russie et Inari en Finlande. Le lac a une longueur de 70 km et une largeur de 11 km pour une superficie de 542 km2. Il a une profondeur de 289 m. Les côtes ont une longueur de 185 km et il est situé à 158 m d'altitude. Le lac possède plusieurs îles, dont la plus grande, l'île St. John's, fait sept kilomètres de long par un de large. Le lac est recouvert par les glaces dix mois par an.
Il est alimenté par divers glaciers situés dans les hautes terres Eureka, qui s'élèvent jusqu'à 2 500 m d'altitude. Ses eaux se déchargent dans la rivière Ruggles qui s'écoule 15 km plus loin dans le fjord Chandler, au nord-est de l'île d'Ellesmere.
Il est situé dans un microclimat dont les températures peuvent atteindre 23 °C.[réf. nécessaire]

## Histoire
Des artéfacts de la culture de Thulé ont été retrouvés près du lac Hazen en 2004. Le premier européen à visiter le lac fut Adolphus Greely lors de l'expédition de la baie Lady Franklin en 1881-1883 lors de l'année polaire internationale. Le camp Hazen fut construit sur ses rives en 1957, pour l'année géophysique internationale. Il est utilisé depuis par diverses équipes scientifiques.

## Faune
Le seul poisson du lac est l'omble chevalier (Salvelinus alpinus). On retrouve deux phénotypes dans le lac Hazen, l'une plus grosse et cannibale et l'autre plus petite se nourrissant principalement de faune benthique. Les recherches indiquent que les ombles ne seraient pas anadromes, ce qui serait en contradiction avec les connaissances inuits